# Elena D'Amario
Maria Elena D'Amario, nota semplicemente come Elena D'Amario (Pescara, 17 giugno 1990), è una ballerina e coreografa italiana.
È stata ballerina della Parsons Dance Company, notata da David Parsons a seguito della partecipazione della ballerina alla nona edizione del talent show Amici di Maria De Filippi. Prima ballerina italiana candidata ai Clive Barnes Awards, D'Amario ha collaborato con diversi coreografi e registi, tra cui Alessandra Celentano, Gabriele Muccino, Gaetano Morbioli, Marco Salom, Giuliano e Veronica Peparini, Emanuel Lo, Timor Steffens, e cantanti tra cui Elisa, Nek, Emma Marrone, Jovanotti e Lorella Cuccarini.

## Biografia
Ha esordito in televisione nel 2008, quando ha partecipato al programma televisivo Il ballo delle debuttanti, condotto da Rita dalla Chiesa. Qui ha fatto parte della squadra delle pop, ed è stata la vincitrice del talent show. Successivamente è entrata a far parte della nona edizione di Amici di Maria De Filippi, fortemente voluta dal coreografo Steve La Chance. D'Amario accede alla fase serale come membro della squadra dei blu, posizionandosi seconda nel podio danza, vinto da Stefano De Martino. Tra il 2010 e il 2011 ha ballato nei video dei brani di Enrico Nigiotti, Libera nel mondo, ed Emma, diretto da Marco Salom.
In una delle puntate ha avuto l'onore di ballare con due componenti della Parsons Dance Company, e David Parsons, suo fondatore, ha deciso di farla entrare a far parte della sua compagnia. D'Amario si trasferisce a New York, dove ha iniziato come apprendista nella compagnia nel 2010 al Broadway Dance Center. Dal 2011 al 2019 entra a far parte del corpo di ballo, intraprendendo diversi tour mondiali, interpretando ruoli da solista. Nel 2016 torna in Italia per interpretare il video Tensione evolutiva di Jovanotti diretto da Gabriele Muccino.
Dal 2015 D'Amario è tornata provvisoriamente in Italia, come ballerina professionista e coreografa della del talent show Amici di Maria De Filippi. Nel 2016 è presente come ballerina nel video musicale del brano Uno di questi giorni di Nek. Nel 2017 viene nominata ai Clive Barnes Awards, uno tra i premi più prestigiosi al mondo nel panorama della danza e del teatro. Negli anni successivi torna nel cast della scuola di Amici di Maria De Filippi, partecipando anche allo spin-off Amici Celebrities.
Nel 2020 ha ballato per il video del brano Me ne frego di Achille Lauro. Nel 2021 pubblica il libro autobiografico Salto. Nel febbraio 2022 si è esibita al 72º Festival di Sanremo durante la quarta serata dedicata alle cover sulle note di What a Feelin', interpretato dalla cantautrice Elisa, in gara al festival. Dall'8 al 13 novembre 2022 è stata ospite speciale degli spettacoli della Parsons Dance Company presso il Teatro Olimpico di Roma per l'apertura della stagione all'Accademia Filarmonica Romana. Nel gennaio 2023 è apparsa nella prima puntata della settima stagione della serie televisiva Che Dio ci aiuti, interpretando il ruolo di Luisa Monachini. Tra novembre e dicembre 2024 è tornata a ballare come ballerina ospite nelle date italiane dello spettacolo Power of Balance, della Parsons Dance Company. Nel marzo 2025 è giudice nella fase serale della ventiquattresima edizione di Amici di Maria De Filippi, al fianco di Amadeus e Cristiano Malgioglio.

## Vita privata
Dal 2009 al 2010, nel corso della partecipazione ad Amici di Maria De Filippi, ha intrapreso una relazione con il cantautore Enrico Nigiotti, anch'egli partecipante al programma. Successivamente ha avuto una frequentazione con il ballerino Alessio La Padula, terminata nel 2021.
Nel 2023 ha avuto una relazione con l'attore di Mare fuori Massimiliano Caiazzo.

## Teatro
- Parsons Dance Company ballerina apprendista (2010 - 2011), ballerina professionista (agosto 2011 - 2019, 2022, 2024)
  - Power of Balance regia e coreografie di David Parsons. Tour in Italia (2024)

## Programmi televisivi
- Il ballo delle debuttanti (Canale 5, 2008) - concorrente
- Wewe Belè di Nonna Nella (Canale 13, 2009) - aiuto macchina
- Amici di Maria De Filippi (Canale 5, Real Time, Italia 1, 2009-2010, 2015-in corso) - concorrente (2009-2010), ballerina professionista e coreografa (2015-in corso), conduttrice day-time (2024-in corso) e giudice al serale (2025-in corso)
- Amici Celebrities (Canale 5, 2019) - ballerina professionista
- Festival di Sanremo (Rai 1, 2022) - ballerina nella serata cover con Elisa

## Filmografia

### Televisione
- Che Dio ci aiuti, regia di Francesco Vicario – serie TV (Rai 1, 2023)
- Those About to Die, regia di Roland Emmerich e Marco Kreuzpaintner – miniserie TV (Prime Video, 2024) - Corpo di ballo[37]

## Video musicali
- 2010: Libera nel mondo di Enrico Nigiotti, regia di Gaetano Morbioli
- 2011: Io son per te l'amore di Emma, regia di Marco Salom
- 2013: Tensione evolutiva di Jovanotti, regia di Gabriele Muccino
- 2016: Uno di questi giorni di Nek, regia di Gaetano Morbioli
- 2020: Me ne frego di Achille Lauro, regia di Bendo
- 2024: L'unico pericolo di Ermal Meta, regia dei YouNuts! e i Broga's

## Spot pubblicitari
- Testimonial e pubblicità televisiva per G Active[38] (2018-2020)
- Testimonial e pubblicità televisiva per L'Oréal[39] (2019)
- Testimonial e pubblicità televisiva per Braun[40] (2020)
- Testimonial per Adidas[41] (2019-2020)
- Testimonial e pubblicità televisiva per TIM (dal 2021)
- Testimonial per Redken (2022)

## Opere
- Elena D'Amario, Salto, Milano, Mondadori, 27 aprile 2021, ISBN 9788804741725.

## Riconoscimenti
- Clive Barnes Awards
  - 2016 – Candidatura al Dance Award[20]